# Centro de Atención a Grandes Discapacidades Físicas y Orgánicas Infanta Leonor

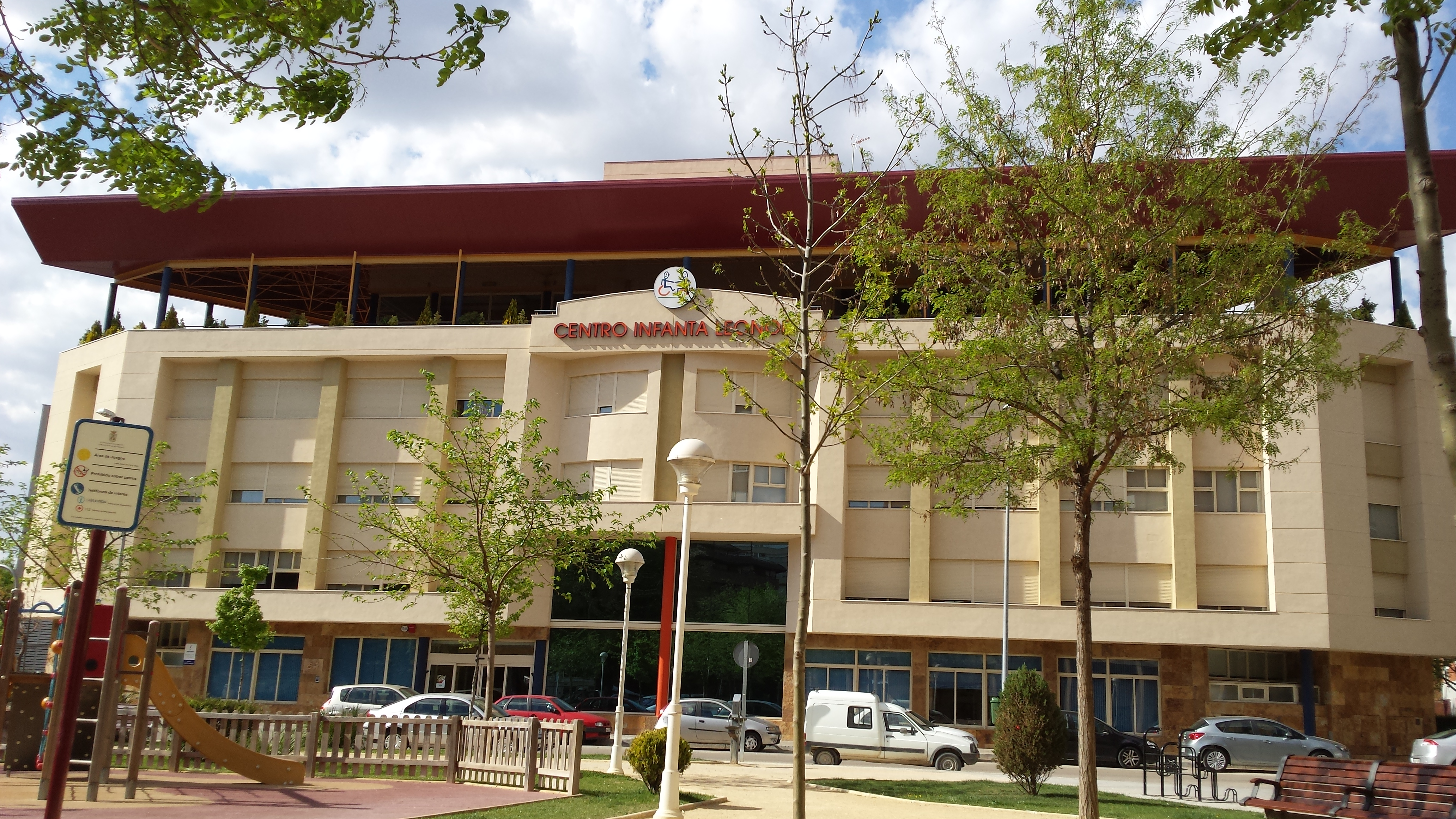
Vista del Centro de Atención a Grandes Discapacidades Físicas y Orgánicas Infanta Leonor, en Albacete (España)

El Centro de Atención a Grandes Discapacidades Físicas y Orgánicas Infanta Leonor es un centro sanitario situado en la ciudad española de Albacete.
Está especializado en la atención a la discapacidad física y orgánica grave. El centro es gestionado por COCEMFE-FAMA, concertado con la Junta de Comunidades de Castilla-La Mancha. 

Fue inaugurado en 2010 por los príncipes de Asturias Felipe y Letizia, el ministro de Educación Ángel Gabilondo, el presidente de Castilla-La Mancha José María Barreda y la alcaldesa de Albacete Carmen Oliver.
El singular edificio, construido por Acciona, es obra del arquitecto Agustín Peiró. Tiene 79 plazas: 49 habitaciones para residentes, centro de día, gimnasio, biblioteca, aulas de formación, comedor y áreas de esparcimiento.